# Akvadukt Pontcysyllte
 Akvadukt Pontcysyllte (valižanska izgovarjava: [ˌpɔntkəsəɬtɛ], polno ime v valižanščini: Traphont Ddŵr Pontcysyllte) je plovni akvadukt, ki nosi kanal Llangollen nad dolino reke Dee v Wrexham County Borough na severovzhodu Walesa. Zgrajen je bil leta 1805 in je najdaljši in najvišji akvadukt v Veliki Britaniji. Je na seznamu zaščitenih stavb Velike Britanije stopnje I  in na UNESCO-vem seznamu svetovne kulturne dediščine.
Ko je bil zgrajen most, je povezal vasi Froncysylltea na južnem koncu mostu v okrožju Cysyllte župnije Llangollen (od koder je njegovo ime ) in Trevor (v valižanščini Trefor) na severnem koncu mostu v okrožju Trefor Isaf, tudi župniji Llangollen. Obe okrožji so po reorganizaciji lokalne uprave prenesli v Wrexham County Borough.
Ime Pontcysyllte v valižanščini pomeni "most Cysyllte". Okrožje Cysyllte je obstajalo stoletja, preden je bil zgrajen most. Večino svoje zgodovine je bil akvadukt znan kot Pont y Cysyllte ("Most Cysyllte"). Drugi prevodi kot "most stičišča" ali "most, ki povezuje" so sodobni in nepravilni ter izvirajo iz dobesednega angleškega prevoda cysyllte kot "križišče" ali "povezava".

## Zgodovina
Akvadukt sta zgradila Thomas Telford in William Jessop. Je 307 m dolg, 3,7 m širok in 1,60 m globok. Sestavljen je iz korita iz litega železa, podprt 38 m nad reko na železnih obokanih rebrih, ki ležijo na 18 votlih zidanih stebrih. Vsak od 19 razponov je širok 16 m. Kljub dvomu javnosti je bil Telford prepričan o načinu gradnje. Zgradil je vsaj en litoželezen akvadukt – Longdon-on-Tern na kanalu Shrewsbury. Še vedno je viden sredi polja, čeprav je bil že pred leti opuščen.
Del je bil prvotno imenovan kanal Ellesmere, akvadukt Pontcysyllte  je eden prvih večjih podvigov gradbeništva, ki sta ga nadzorovala Telford kot vodilni gradbeni inženir in Jessop, izkušen inženir pri gradnji kanalov. Železo je dobavil William Hazledine iz svojih livarn v Shrewsburyju in bližnjem Cefnu Mawru. Odprt je bil 26. novembra 1805, deset let po zasnovi in gradnji, za skupne stroške 47.000 £ (prilagojeno današnjim cenam 3.440.000 £ leta 2015, kar je bila velika naložba v primerjavi z današnjim BDP-jem, ki je približno 400 milijonov £ .) Tak projekt bi stal danes še več zaradi dejavnikov, ki jih na začetku 19. stoletja niso poznali, višje realne plače, varnostni ukrepi, novi predpisi in davki, pristojbine za financiranje in tako naprej.
Ob dokončanju akvadukta se je kanal končal pri pomolu nekoliko na severu. Dovod za vodo iz Horseshoe Falls zunaj Llangollena je bil končan tri leta pozneje, leta 1808. Čez nekaj časa po letu 1820 je bil zgrajen kanal Plas Kynaston za potrebe industrije na območju Cefna Mawra in Rhosymedra. Morda je bil tam še en podaljšek kanala ( "Ward's"), vendar podrobna evidenca ni ohranjena. 

## Konstrukcija
Za malto so uporabljali apno, vodo in volovsko kri.  Lito železo za korito je bilo proizvedeno v bližnji Plas Kynaston Foundry, Cefn Mawr, ki jo je zgradil livar in strojnik iz Shrewsburyja William Hazledine v upanju, da bo dobil naročilo. Rebra so bila narejena v Hazledinovih delavnicah v Colehamu v bližini Shrewsburyja.  Korito je bilo izdelano iz plošč s prirobnico iz litega železa, pritrjene skupaj s posebnimi spoji iz valižanske flanele in mešanice belega svinca in železovih delcev iz odpadkov od vrtanja. Kot pri Telfordovem akvaduktu Longdon-on-Tern plošče niso pravokotne, ampak v obliki klinov (voussoirs), podobno kot v kamnitem loku. Ni strukturnega pomena za njihovo obliko, so  dekorativni in sledijo črtam trdnosti plošč.
Spremljajoči loki, štirje za vsak razpon, so v obliki reber iz litega železa, vsak odlitek kot trije klini z zunanjimi loki, odliti kot nepreboden I-nosilec, da dajo večjo moč na račun dodatne teže. Na ta način uporabljeno litino, narejeno tako kot kamniti lok, ki ga nadomešča, naredi material trdnejši ob stiskanju. 
Prav tako daje vtis večje trdnosti, kot če bi bili nosilci prebodeni. Ta vtis je okrepljen z razporeditvijo trakov debelejše togosti, vključenih v ulitke, razporejene po spojih med klini. Prečne plošče sestavljajo strugo kanala. Korito ni pritrjeno na loke, ampak prek zatiča v plošče, da se prilega prek reber lokov in se prepreči premikanje.  Akvadukt so pustili šest mesecev napolnjen z vodo, da so preverili, ali je vodotesen. Značilnost vodnega kanala kot akvadukt v primerjavi s cestnim ali železniškim viaduktom je, da so vertikalne obremenitve skoraj stalne. Po Arhimedovem načelu masa (teža) čolna in njegov tovor na mostu potisneta enako maso vode z mostu.
Vlečna pot je nameščena nad vodo, z notranjim robom pritrjena na litoželezne stebre v koritu. Ta ureditev omogoča prehod ozkega čolna, da se enostavno premakne pod vlečno potjo in okoli čolna, ki mu omogoča sorazmerno prost prehod. Za vleko so uporabljali pešce in konje, zaščitene pred padcem z akvadukta z ograjo na zunanjem robu vlečne poti, toda luknje v zgornji prirobnici na drugi strani korita z zmožnostjo montaže ograje niso bile nikoli uporabljene. Najnižje strani so bile dvignjene nad gladino vode le okoli 15 cm, manj kot globina prostega boka praznega ozkega čolna, tako da krmar čolna ni imel vidne zaščite pred vtisom, da je na robu brezna.
Vsakih pet let akvadukt zaprejo in spustijo vodo iz kanala v reko Dee spodaj, da se omogočita pregled in vzdrževanje korita. 
Kanal se dejansko konča po kratki razdalji na severni strani, razen s podajalnikom na Horseshoe Falls na reki Dee prek Llangollena. Teren na severu  je bil glavni problem pri preprečevanju precejšnjega nadaljnjega podaljšanja: poleg enega ali več lokalnih odcepov, morda tisoč metrov, ki so pomembni za industrijo južno od Cefna Mawra in proti Rhosymedru, je preostali promet usmerjen na Ruabon Brook Tramway, ki se povzpne proti Acrefairju in Plasu Bennionu. Ta železnica je bila sčasoma nadgrajena s parnim pogonom in razširjena proti Rhosllannerchrugogu in Wrexhamu.

## Svetovna dediščina
Akvadukt in okoliška zemljišča so bila predlagana za "okvirni seznam" lastnosti, ki se štejejo za Unescovo svetovno dediščino že leta 1999.  Akvadukt je bil predlagan leta 2005 ob svoji 200. obletnici  in bil uradno napovedan leta 2006 kot razširjen predlog, ki je zajemal del kanala od akvadukta do Horseshoe Falls. Leta 2008 ga je nominiralo Združeno kraljestvo. 
Dolžina kanala je iz Rhoswiela, Shropshire, do Horseshoe Falls, vključno z glavnim akvaduktom Pontcysyllte, pa tudi starejšim akvaduktom Chirk, ki so ga obiskali Unescovi ocenjevalci oktobra 2008, da bi analizirali in potrdili upravljanje območij in izvirnost. Akvadukt je bil vpisan na Unescov seznam svetovne dediščine  27. junija 2009. 

## Prostoživeče živali
Marca 2010 so poročali, da je območje pritegnila skupnost vidre. 

## Galerija
- Čoln prečka akvadukt. Oblike plošč iz litega železa dajejo vtis gradnje iz tradicionalnega kamna
- Pogled na dolino reke Dee z akvadukta
- Pogled z reke in doline
- Kanal praznijo pred pregledom in vzdrževanjem